# Sagenomella sagenomatis
Sagenomella sagenomatis är en svampart som först beskrevs av Stolk & G.F. Orr, och fick sitt nu gällande namn av W. Gams 1978. Sagenomella sagenomatis ingår i släktet Sagenomella och familjen Trichocomaceae.   Inga underarter finns listade i Catalogue of Life.